# La Nouvelle Star
La Nouvelle Star egy francia énekes tehetségkutató verseny, ami az M6-os csatornán fut. 15 versenyző vetélkedik egymással 15 estén át, ám ebben a showban nem csak az első helyezetté a dicsőség. A dobogósok is számíthatnak lemez szerződésre, és ha szerencséjük van meghódíthatják egész Franciaországot, mint Miss Dominique 2006-ban. 2005-ben Pierrick Lilliu a második hely mellé egy kisebb szerepet is kapott A család hőse című filmben.